# Six4one

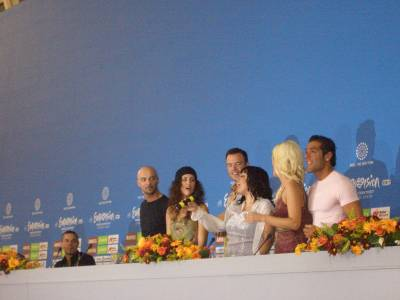
Le groupe en conférence de presse en 2006.

Six4one est un groupe de musique suisse créé en novembre 2005 pour représenter la Suisse au Concours Eurovision de la chanson 2006.
Le groupe était composé de chanteurs étrangers dont Andreas Lundstedt, Liel Kolet, Tinka Milinović, Claudia D'Addio, Keith Camilleri et Marco Matias.